# بويا
بويا (بالفرنسية: Buéa )‏ هي مدينة، في الكاميرون، تقع في جنوب غرب، هي عاصمة المنطقة الجنوبية الغربية (الكاميرون)، والكاميرون الألمانية، بلغ عدد سكانها 131,325 نسمة وذلك حسب إحصائيات سنة 2005.

## أعلام
- كيلفين ماتوتي
- تشارلي فومين
- فابريس فوكوبو أتود